# Mestosoma isthmianum
Mestosoma isthmianum är en mångfotingart som beskrevs av Loomis 1961. Mestosoma isthmianum ingår i släktet Mestosoma och familjen orangeridubbelfotingar. Inga underarter finns listade i Catalogue of Life.